# العلاقات الأرجنتينية الميانمارية
العلاقات الأرجنتينية الميانمارية هي العلاقات الثنائية التي تجمع بين الأرجنتين وميانمار.

## مقارنة بين البلدين
هذه مقارنة عامة ومرجعية للدولتين:
| وجه المقارنة                                              | الأرجنتين                                               | ميانمار          |
| --------------------------------------------------------- | ------------------------------------------------------- | ---------------- |
| المساحة (كم2)                                             | 2.78 مليون                                              | 676.58 ألف       |
| عدد السكان (نسمة)                                         | 44.27 مليون                                             | 53.37 مليون      |
| الكثافة السكانية (ن./كم²)                                 | 15.92                                                   | 78.88            |
| العاصمة                                                   | بوينس آيرس                                              | نايبيداو، يانغون |
| اللغة الرسمية                                             | اللغة الإسبانية                                         | اللغة البورمية   |
| العملة                                                    | البيزو الأرجنتيني 1983 ‏، بيزو أرجنتيني، أسترال أرجنتيني | كيات ميانماري    |
| الناتج المحلي الإجمالي (بليون دولار)                      | 637.59 مليار                                            | 69.32 مليار      |
| الناتج المحلي الإجمالي (تعادل القوة الشرائية) بليون دولار | 883.02 مليار                                            | 282.95 مليار     |
| الناتج المحلي الإجمالي الاسمي للفرد دولار أمريكي          | 13.43 ألف                                               | 1.16 ألف         |
| الناتج المحلي الإجمالي للفرد دولار أمريكي                 |                                                         |                  |
| مؤشر التنمية البشرية                                      | 0.827                                                   | 0.536            |
| رمز المكالمات الدولي                                      | +54                                                     | +95              |
| رمز الإنترنت                                              | .ar                                                     | .mm              |
| المنطقة الزمنية                                           | 00                                                      | ت ع م+06:30      |

## منظمات دولية مشتركة
يشترك البلدان في عضوية مجموعة من المنظمات الدولية، منها:
| علم المنظمة | اسم المنظمة                        | تاريخ انضمام الأرجنتين | تاريخ انضمام ميانمار |
| ----------- | ---------------------------------- | ---------------------- | -------------------- |
|             | مؤسسة التنمية الدولية              | 3 أغسطس 1962           | 5 نوفمبر 1962        |
|             | المنظمة الهيدروغرافية الدولية      | ?                      | ?                    |
|             | مؤسسة التمويل الدولية              | 13 أكتوبر 1959         | 3 ديسمبر 1956        |
|             | منظمة حظر الأسلحة الكيميائية       | ?                      | ?                    |
|             | يونسكو                             | 15 سبتمبر 1948         | 27 يونيو 1949        |
|             | الأمم المتحدة                      | 24 أكتوبر 1945         | 19 أبريل 1948        |
|             | الاتحاد الدولي للاتصالات           | 1889                   | 15 سبتمبر 1937       |
|             | منظمة الشرطة الجنائية الدولية      | ?                      | ?                    |
|             | البنك الدولي للإنشاء والتعمير      | 20 سبتمبر 1956         | 3 يناير 1952         |
|             | الاتحاد البريدي العالمي            | ?                      | ?                    |
|             | وكالة ضمان الاستثمار متعدد الأطراف | 11 فبراير 1992         | 16 ديسمبر 2013       |
|             | منظمة التجارة العالمية             | ?                      | ?                    |

## وصلات خارجية
- موقع وزارة الخارجية الأرجنتينية
- موقع وزارة الخارجية الميانمارية